# Isao Inokuma
Isao Inokuma (n. 4 februarie 1938, Yokosuka, Japonia – d. 28 septembrie 2001, Tokyo⁠(d), Tōkyō, Japonia) a fost un judocan ce a reprezentat Japonia, medaliat olimpic. A participat la o ediție a Jocurilor Olimpice (1964) în care a câștigat o medalie de aur.

## Participări
Lista de mai jos prezintă principalele competiții la care a participat Isao Inokuma de-a lungul carierei.
- judo at the 1964 Summer Olympics – men's +80 kg[*]